# Cance (dopływ Rodanu)
Cance – rzeka we Francji, przepływająca przez teren departamentu Ardèche, o długości 41,3 km. Stanowi dopływ rzeki Rodanu. 
Cance przepływa przez miasto Annonay.